# مجروسة
مجروسة هي قرية في مقاطعة أرومية، إيران. يقدر عدد سكانها بـ 63 نسمة بحسب إحصاء 2016.